# بيتر هيس
بيتر هيس هو قانوني وسياسي سويسري، ولد في 14 مايو 1948 في Unterägeri ‏ في سويسرا. نشط حزبياً في حزب الشعب الديمقراطي المسيحي في سويسرا ‏. وقد انتخب رئيس المجلس الوطني السويسري ‏ وانتخب عضو المجلس الوطني السويسري ‏ (28 نوفمبر 1983 – 30 نوفمبر 2003).